# Verhaltensbeobachtung
Verhaltensbeobachtung ist eine systematische Beobachtung und Registrierung von Verhaltensweisen (in der empirischen Sozialforschung, psychologischen Diagnostik und/oder in der Erziehungspraxis) bei Einzelpersonen, Kleingruppen oder auch größeren sozialen Gebilden, wiewohl die Methodik bei letzteren an ihre Grenzen stößt.
Verhaltensbeobachtung muss methodisch gut geplant und durchdacht sein, damit der Nutzen entsprechend ist. Anfänger neigen dazu, beobachtetes Verhalten zu werten. Wenn Wertungen überhandnehmen, sind die möglichen Ergebnisse der Verhaltensbeobachtung faktisch nutzlos, da ihre Aussagen mehr oder weniger subjektiv verfälscht und damit ungenau sind.
Für die Praxis in der Vorschulerziehung sind Verhaltensbeobachtungen sehr wichtiges Material, das im Team der Erziehenden ausgewertet und für die Gestaltung von Erziehungsprozessen genutzt werden kann. Gleichwohl ist die Verhaltensbeobachtung das "ungeliebte Kind" in Erziehungssituationen: Sie gilt wohl als Grundlage der Planung von Erziehung; doch kaum ein Erziehender organisiert sie konsequent oder systematisch.

## Definition
Beobachtung bezeichnet eine besonders aufmerksame oder zielgerichtete Wahrnehmung einer Person oder eines definierten Objekts und ihre Aufzeichnung, um eine genaue Kenntnis von einem Ablauf oder Zustand zu erhalten. Im Bereich der Diagnostik wird die Verhaltensbeobachtung zusätzlich zu anderen Verfahren aber auch als eigenständige Methode eingesetzt.
Hasemann (1964) legt Wert darauf, dass Verhaltensbeobachtung zielgerichtet auf eine oder mehrere Personen ausgelegt ist, um etwas für die "Persönlichkeit Charakteristisches" herauszufinden.

## Methodik
Die Möglichkeiten der Verhaltensbeobachtung sind vielfältig und orientieren sich auch an den Anlässen, an den zu beobachtenden Situationen und an der Phantasie desjenigen, der Verhaltensbeobachtung organisiert.
- Die einfachste und naheliegende Methode ist der Beobachtungsbogen (Blatt mit Datum und Name der beobachteten Person), der Verhalten in einem bestimmten Zeitraum in einfachen und nicht wertenden Worten beschreibt. Der Vorteil dieser Methode liegt in der Praktikabilität und Verständlichkeit. Das Ausmaß der technischen Vorbereitung ist zudem überschaubar.
- Eine andere (anspruchsvollere) Variante ist der schematisierte Beobachtungsbogen, der allerdings schon auf das zu beobachtende Verhalten einer Person abgestimmt ist bzw. sein muss.
- Eine weitere Möglichkeit sind Karteikarten bzw. ein Karteikartensystem, das auch mit elektronischen Möglichkeiten gespeichert werden kann. Auf Karteikarten können regelmäßig (z. B. täglich) Beobachtungen zu einem Verhaltensschwerpunkt notiert werden, die nach Datum geordnet sind. Auch andere Ordnungsgesichtspunkte sind möglich (Verhalten im Spiel, Verhalten in Konflikten, Verhalten bei Aufgaben usw.).
- Heute gut möglich sind Filmaufnahmen, die allerdings der Auswertung bedürfen und mit Datenschutzbestimmungen sehr präzise abgestimmt sein müssen. So einfach Filmaufnahmen heutzutage organisierbar sind, so schwierig gestaltet sich meist die Auswertung (auch die Bewertung für die pädagogische Arbeit) und die Speicherung und Ordnung des Filmmaterials.

Eine abweichende Variante ist das Soziogramm, das als Möglichkeit der Verhaltensbeobachtung von Kleingruppen definiert und praktiziert werden kann. In der Regel wird das Soziogramm jedoch nicht unter Verhaltensbeobachtung subsumiert.

## Praxis
Verhaltensbeobachtung wird häufig praktiziert und gerechtfertigt, wenn es um die Begründung bestimmter pädagogischer Methoden und um Fördermaßnahmen geht.
- Will man ein Kind gezielt fördern, ist es grundsätzlich von Vorteil bzw. notwendig, dass man weiß, in welchen Bereichen es förderungswürdig ist (s. auch Entwicklungspsychologie).
- Will der Erzieher aggressives Verhalten eines Kindes abbauen, tut er gut daran, das Vorkommen dieses für die Gruppe störende Verhalten genau zu lokalisieren bzw. zu beschreiben. Das kann in einer Verhaltensbeobachtung geschehen.[3]
- Ist ein Kind auffallend zurückgezogen, helfen meist Verhaltensbeobachtungen, um herauszufinden, in welchen Bereichen das Kind angesprochen werden kann.

Im Grunde ist eine effektive Förderung des Kindes nur möglich, wenn definiert worden ist, was zu fördern ist. Die Informationen für die exakte Definition der derzeitigen Situation eines Kindes/Jugendlichen kann mit Hilfe der Verhaltensbeobachtung erfolgen bzw. mit deren Auswertung.
In der Praxis gibt es verschiedene Varianten der Verhaltensbeobachtung. Sie hängen in der Regel damit zusammen, welche Erfahrungen in der jeweiligen Institution damit gemacht worden sind. Danach richten sich auch die Maßstäbe für die Bewertung (Auswertung) der einen oder anderen Methodenvariante.
Ein größeres Problem ist in der Tat, dass Verhaltensbeobachtung in den meisten öffentlichen Erziehungseinrichtungen nicht ernst genommen wird. Somit ist das Ausmaß an fundiertem Wissen über die zu erziehenden Kinder/Jugendlichen beschränkt. Zeitmangel ist die gängige Entschuldigung. Effektive Erziehungsbemühungen sind aber nur mit Hilfe einer genauen Verhaltensbeobachtung des Kindes/Jugendlichen möglich.
Andererseits sind Verhaltensänderungen (z. B. bei effektiver Förderung des Kindes) auch wiederum über Verhaltensbeobachtung nachweisbar oder zu belegen.

## Unterscheidungen
In der Psychologie unterscheidet man zwischen Selbst- und Fremdbeobachtung. Die Selbstbeobachtung könnte man auch Selbstreflexion nennen. Die Zeiten der großen und heftigen Methodendiskussionen zur Selbstbeobachtung aber sind längst vorbei.
Natürlich sind bei der Fremdbeobachtung Beobachter und Beobachteter nicht identisch (was bei der Selbstbeobachtung der Fall ist). Nimmt der Beobachtende z. B. an Gruppenprozessen teil, spricht man von teilnehmender Beobachtung; diese Art der Beobachtung ist methodisch jedoch umstritten (weil z. B. die Aufmerksamkeit des Beobachters leichter abgelenkt oder befangen gegenüber einzelnen Personen ist); sie gilt als unzuverlässig. Nimmt der Beobachter nicht am Geschehen teil, spricht man von nicht teilnehmender Beobachtung.
Der Brockhaus Psychologie (Leipzig) spricht zudem vom Unterschied zwischen Alltagsbeobachtung und wissenschaftlicher (bzw. planmäßiger) Beobachtung; letztere ist systematisch und ihre Auswertung erfolgt nach exakten und nachvollziehbaren Methoden. Sie diene der wissenschaftlichen Erkenntnis.